# USS Ticonderoga (CV-14)

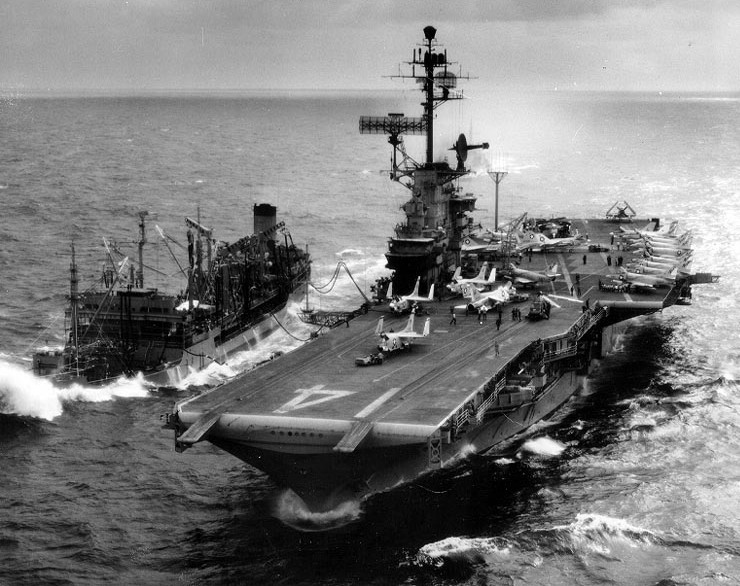
USS Ticonderoga fyller på bränsle utanför Vietnams kust 1966.

USS Ticonderoga (CV/CVA/CVS-14) var ett av 24 hangarfartyg av Essex-klass som byggdes för amerikanska flottan under andra världskriget. Fartyg var det fjärde i amerikanska flottan att bära det namnet, döpt efter det historiska Fort Ticonderoga som spelade en roll i amerikanska revolutionskriget. Ticonderoga togs i tjänst i maj 1944 och deltog i flera strider i Stillahavskriget och mottog fem battle stars. Hon togs ur tjänst kort efter krigsslutet men moderniserades och togs åter i tjänst i början av 1950-talet som ett attackhangarfartyg (CVA) och blev så småningom ett ubåtsjakthangarfartyg (CVS). Hon togs åter i tjänst för sent för att delta i Koreakriget, men var mycket aktiv under Vietnamkriget och mottog tre Navy Unit Commendations, en Meritorious Unit Commendation och 12 battle stars.
Ticonderoga skilde sig något från de fem fartygen i Essex-klassen med lägre skrovnummer i att hon var 4,9 meter längre för att inrymma förstävsmonterade luftvärnskanoner. De flesta senare hangarfartygen av Essex-klassen slutfördes med denna "långskrov"-design och anses av vissa myndigheter vara en separat fartygsklass, Ticonderoga-klass.
Ticonderoga utrangerades 1973 och såldes för skrotning 1975.